# Bimberamala River
Der Bimberamala River ist ein kleiner Fluss im Südosten des australischen Bundesstaates New South Wales.
Er entspringt an den Westhängen des Mount Budawang im Budawang-Nationalpark und fließt in Form eines großen S nach Osten. Im Yadboro State Forest mündet er in den Clyde River.
Der größte Teil des Flusslaufs verläuft durch den Budawang-Nationalpark und den Bimberamala-Nationalpark und somit durch unbewohntes Gebiet. Am Oberlauf kreuzt die unbefestigte Western Distributor Road des Budawang-Nationalparks den Fluss. Eine Seitenstraße dieser Servicestraße überquert den Fluss im Unterlauf im Yadboro State Forest. Ansonsten ist er mit Fahrzeugen nicht erreichbar.